# Mikulůvka

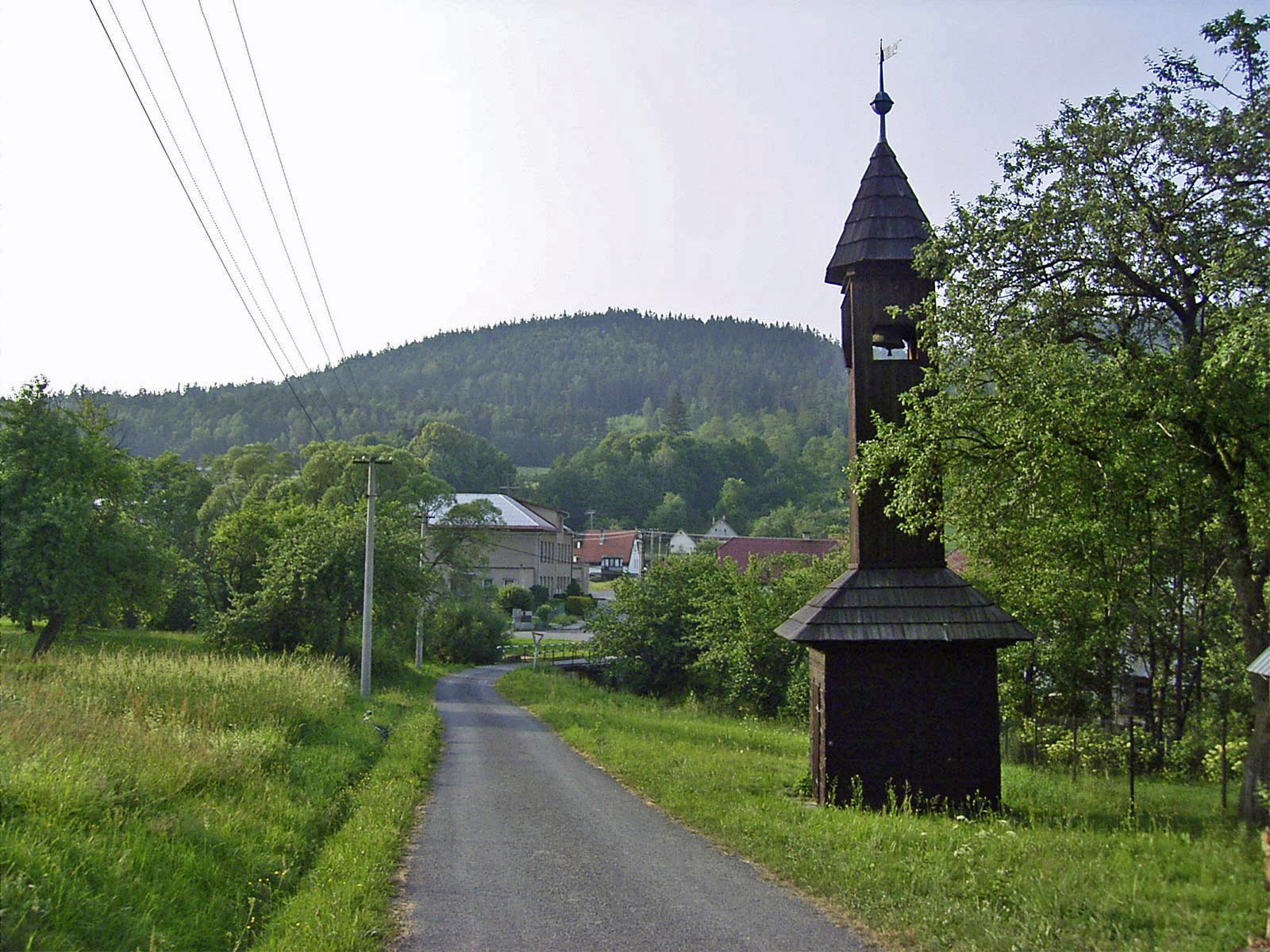
Glockenturm

Mikulůvka (deutsch Mikulowka, früher Mikuluwka) ist eine Gemeinde in Tschechien. Sie liegt acht Kilometer südwestlich von Valašské Meziříčí in der Mährischen Walachei und gehört zum Bezirk Vsetín.

## Geographie
Die Streusiedlung Mikulůvka erstreckt sich am Ostabfall der Hostýnské vrchy im Tal des Baches Mikulůvka bis zu dessen Einmündung in die Vsetínská Bečva. Nördlich erhebt sich die Dlouhá hora (485 m), im Nordosten die Prašivá (487 m) und Poskla (534 m), östlich die Březina (460 m), im Südosten der Pálenisko (571 m), südlich der Krbácko (542 m) und Václavsko (550 m), im Südwesten die Chladná (608 m) und Ojičná (648 m), westlich der Háje (665 m), die Stanišová (544 m) und der Kuželek (568 m) sowie die Čarabovská (569 m) im Nordwesten. Am östlichen Ortrand führt im Tal der Vsetínská Bečva die Staatsstraße I/57 und die Eisenbahn zwischen Valašské Meziříčí und Vsetín entlang. Die nächste Bahnstation ist Bystřička.
Nachbarorte sind U Plšků, Oznice, Na Podhoří, U Sulovských und U Skalovjáků im Norden, U Málků und Nová im Nordosten, Dolní Zemani, Mlýnec, Bystřička, U Vaňků, Hlinské und U Matuštíků im Osten, U Papežů, Straději, Růžďka und Jablůnka im Südosten, U Kamasů, Krbácko, Pržno, U Adama, U Holáňů und Trojčiny im Süden, U Mikšů, Ve Vlčí und Kateřinice im Südwesten, U Horních Zemanů, U Vrzalů, Rajnochovice und Lázy im Westen sowie Juřiňáci, Čarabovská und Police im Nordwesten.

## Geschichte

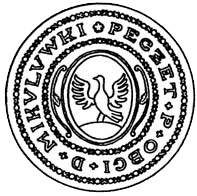
Ortssiegel von 1749

Die erste schriftliche Erwähnung der zur Herrschaft Vsetín gehörigen wüsten Dörfer Mikulkowa und Těškovice erfolgte im Jahre 1503 in der Landtafel im Zuge des im Jahr zuvor getätigten Verkaufs der Herrschaften Vsetín und Rožnov durch Peter Graf von St. Georgen und Bösing an die fünf Brüder aus der Boleradicer Linie der Herren von Kunstadt. An der Stelle von Těškovice befindet sich heute zwischen Mikulůvka und Kateřinice der Wald Těšíkovský les. Es wird angenommen, dass die Dörfer im 15. Jahrhundert entweder während der böhmisch-ungarischen Machtkämpfe zwischen Georg von Podiebrad und Matthias Corvinus oder durch eine Pestepidemie erloschen. Bei weiteren Besitzerwechseln der Herrschaft wurde das wüste Dorf Mikuluwka ebenfalls genannt.
Spätestens zu Beginn des 17. Jahrhunderts wurde von Pržno aus das Mikuluwkatal wiederbesiedelt. Die neuen Bewohner brachten auf den Wiesen Heu für die Herrschaft ein und legten später Paseken in den Wäldern an. 1610 überschrieb die verwitwete Lukrecia Nekešová von Landek die Herrschaft ihrem zweiten Ehemann Albrecht von Waldstein.
Am 20. August 1618 schenkte Waldstein das Städtchen Pržno und die Mühle an der Mikulůvka Václav Štáblovský von Kovalovice für außerordentliche Dienste. 1634 kaufte der Graner Erzbischof Péter Pázmány die Herrschaft Vsetín. Sein Erbe Nikolaus Pázmány de Panasz gab der auf den Fluren des wüsten Mikuluwka neu gegründeten Ansiedlung den Namen Nový Mikulášov und bildete daraus eine Gemeinde. Am 3. Mai 1652 verkaufte Nikolaus Pázmány die Herrschaft für 96000 Taler an Georg Illesházy auf Trenčín, dabei wurde das Dorf als Nuowy Mikulassowicze bezeichnet. Volkstümlich wurde der Ort Mikulassewka genannt. Wie das ebenfalls von Pázmány gegründete Nový Hrozenkov genoss auch Nuowy Mikulassowicze bis 1665 die Gnadenfrist und wurde ab 1666 nach Vsetín untertänig. Im Jahre 1668 wurde das Dorf von den Türken und einem Hochwasser heimgesucht. Ab 1670 wurde der Ort als Mikulassow bezeichnet. Schulort war zunächst Pržno, später entstand in dem Dorf eine eigene Schule. Das älteste Ortssiegel stammt aus dem Jahre 1749; es zeigt eine flügelschlagende Gans und trägt die Inschrift Peczet P Obci D Mikuluwki. 1777 regte sich unter den Untertanen der Herrschaft Vsetín Widerstand gegen die hohen Fronabgaben. Zur selben Zeit zogen die ehemaligen Jesuiten Jan Kořistka, Petr Jiříček und Petr Sašina durch die Herrschaft und verbreiteten das Gerücht, wonach die böhmische Königin Maria Theresia in einem Toleranzpatent den Nichtkatholiken die Religionsfreiheit zugesichert hätte. Die Falschmeldung, die das Ziel der Offenbarung und Züchtigung Andersgläubiger zum Ziel hatte, fand in mindestens 72 Dörfern Verbreitung, wobei sie in Mikuluwki und weiteren Orten mit dem Ortssiegel beglaubigt wurde. Dabei wurde auch der Starosta von Mikuluwki, Martin Hruška, der sich als Protestant bekannt hatte, abgesetzt und zu einer für dieses Amt untauglichen Person erklärt. Die meisten der Protestanten wurden verbannt. Aus dem ursprünglichen Widerstand gegen die Herrschaft entstand ein religiöser Streit, der die gesamte Mährische Walachei erfasste. Die protestantischen Walachen überreichten Kaiser Joseph II. auf seiner Durchreise zu einem Treffen mit Zarin Katharina 1780 eine Petition zur Glaubensfreiheit. Nach dem tatsächlichen Erlass des Toleranzpatents durch Joseph II. im Jahre 1781 kehrten die Verbannten 1782 aus Ungarn zurück. In Pržno entstand eine evangelisch-lutherische Gemeinde, zu deren Sprengel auch die Dörfer Pržno, Jablůnka, Ratiboř, Růžďka und Mikulůvka gehörten. In die katholische Schule von Mikulůvka waren im Jahre 1791 43 Kinder eingeschult, die sämtlich evangelisch waren. Zur selben Zeit erfolgten in Pržno Bestrebungen zur Gründung einer evangelischen Schule. Im Jahre 1810 errichtete der jüdische Unternehmer Josef Löbel aus Bistritz auf dem Kamm Hosteiner Berge zwischen Mikulůvka und Lázy eine Steingutmanufaktur. Später war Jenovéfa Připadlová Besitzerin der Fabrik, die u. a. Tafelgeschirr, Vasen, Dosen, Schüsseln und Modeartikel vor allem für den Export nach Ungarn und England produzierte. Im Jahre 1821 hatte Mikuluwki 439 Einwohner. Nachdem die Ehe von Stefan Illésházy mit Theresia Barkóczy kinderlos geblieben war, erbten 1831 die Kinder seiner Mätresse Theresia von Gatterburg die Herrschaft. Nachfolgender Besitzer war deren Ehemann Josef Ritter von Wachtler. Im Jahre 1834 lebten in den 84 Häusern von Mikuluwki 621 Personen. 1847 bestand das Dorf aus 75 Wohnhäusern und hatte 653 Einwohner. Bis zur Mitte des 19. Jahrhunderts blieb Mikuluwka zur Herrschaft Vsetín untertänig.
Nach der Aufhebung der Patrimonialherrschaften bildete Mikuluwka ab 1850 eine Gemeinde in der Bezirkshauptmannschaft Meziříčí. 1851 wurde das mit Unterstützung der Gustav-Adolf-Gesellschaft errichtet evangelische Schulhaus eingeweiht; der erste Lehrer war Jiří Palacký († 1858), ein Bruder des Historikers František Palacký. 1857 wurde in Mikuluwka ein Friedhof angelegt. Im selben Jahre verkaufte Josef von Wachtler die Vsetíner Güter für 2300000 Gulden an Jean Francois Coteauovi de Wallet und Eduard de St. Hubert, die diese in eine Aktiengesellschaft umwandelten. 1860 hatte das Dorf 638 Einwohner. Seit 1872 wird der Ort als Mikulůvka bezeichnet. Die Steingutfabrik stellte 1866 ihre Produktion ein. Zu Beginn des 20. Jahrhunderts erfolgte durch den neuen Besitzer Tomáš Baťa für 2300 Gulden der Bau der Verbindungsstraße von Bystřička nach Mikulůvka. Die Freiwillige Feuerwehr gründete sich 1932. Im September 1937 wurde das Dorf von einem schweren Hochwasser der Mikulůvka heimgesucht. Der 25 m hohe Aussichtsturm auf der Čarabovská wurde nach dem Zweiten Weltkrieg als Feuerholz abgetragen. Der Busverkehr zwischen Vsetín und Mikulůvka wurde 1948 aufgenommen. Nach der Aufhebung des Okres Valašské Meziříčí wurde Oznice 1960 dem Okres Vsetín zugeordnet. 1997 erlitt das Dorf durch ein Jahrtausendhochwasser schwere Schäden. Seit 2000 führt die Gemeinde Mikulůvka ein Wappen und Banner. Das Wappen zeigt eine flügelschlagende Gans, eine Mitra und die drei Straußenfedern aus dem Wappen der Pázmány.

## Gemeindegliederung
Für die Gemeinde Mikulůvka sind keine Ortsteile ausgewiesen. Zu Mikulůvka gehören die Ansiedlungen Dolní Zemani, Juřiňáci, Čarabovská, Mlýnec, U Horních Zemanů, U Kamasů, U Mikšů, U Vrzalů und Ve Vlčí.

## Sehenswürdigkeiten
- Hölzerner Walachischer Glockenturm im Ortszentrum, errichtet 1906
- ehemalige Wassermühle an der Einmündung des Baches Oznička in die Mikulůvka in der Ortslage Mlýnec. In der zur Mühle gehörigen Chaluppe Nr. 12 befindet sich eine walachische Heimatstube mit Exponaten zur Ortsgeschichte.
- Schwefelquellen, südwestlich des Ortes im Wald westlich des Václavsko
- Denkmal der Gefallenen des Ersten Weltkrieges mit Büste von T.G.Masaryk, vor der Schule, errichtet 1938
- unvollendeter Partisanenbunker aus dem Zweiten Weltkrieg an der Stanišová